# 白花镇 (惠东县)

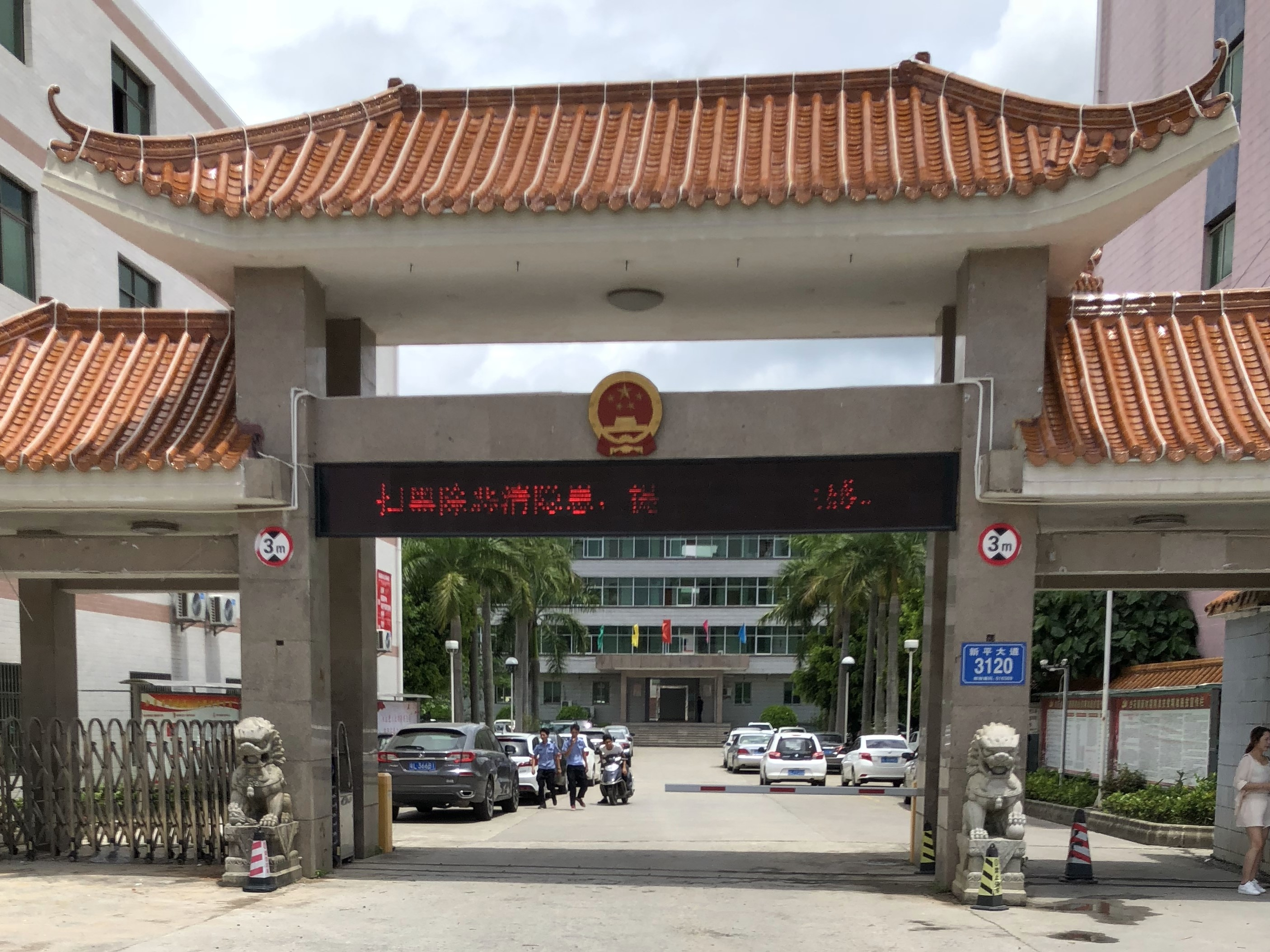
白花镇政府

白花鎮，是中國廣東省惠州市惠東縣下轄的一個鎮，距平山街道9公里，下轄1個社區26個村。轄區總面積203平方公里，人口6.2萬。

## 行政区划
白花镇下辖以下村级行政区划单位
白花社区、沿河社区、夏竹园村、长沥村、联进村、凌坑村、西山村、田洋村、南龙村、明星村、莆田村、福田村、湖球村、谟岭村、长塘村、长联村、田屋村、联丰村、集联村、石陂村、李洞村、李坑村、坦塘村、高埠村、太阳村、黄塘村、樟山村和水口村。

## 經濟

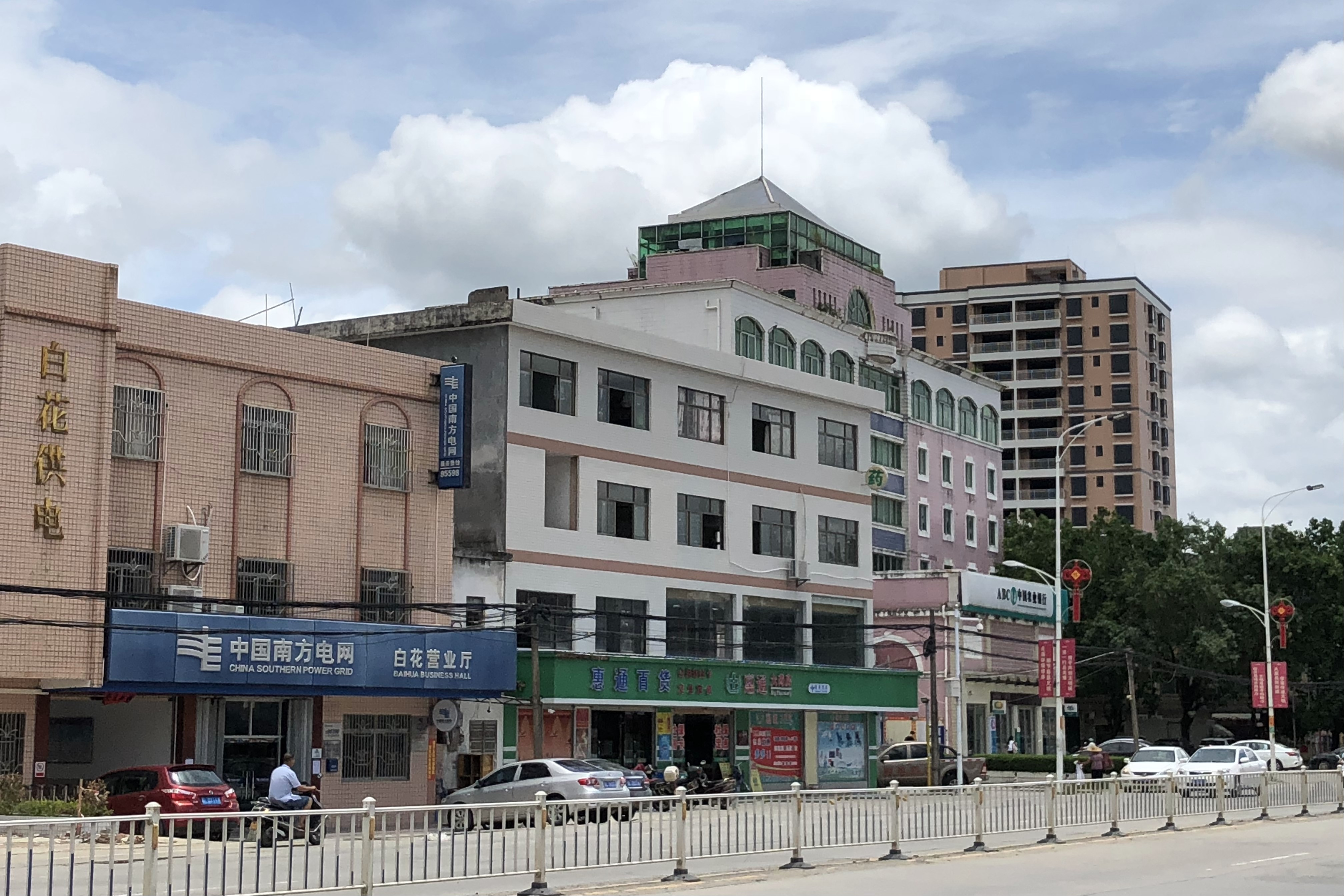
白花镇供电、农行

白花鎮於2001年工農業總產值15.5億元，其中工業產值12.5億元，社會總產值19.4億元，是惠東的工農業重鎮，土地資源和勞力資源十分充裕。白花鎮社會治安良好，投資環境優越，吸引了越來越多客商投資，目前已有各類外商投資企業40多家，包括農業園、機械、玩具、制衣、五金、工藝、家私、電子、食品、塑膠等行業。

### 農業
白花鎮根據石陂村一帶土地資源豐富，適宜發展農業等特點，把該區5000畝土地規划為高科技農業園區，目前落戶該區的農業項目有台商興建的佔地區1500畝的黑珍珠蓮霧白花農場專業園。

### 工業
建設中的百花第二工業區,該區位於平深公路長聯路段兩旁，佔地40萬平方米，地理位置優越，交通便利。正在進行平整和基礎設施建設的「第二工業區」白花第二工業區首期規劃圖。

### 旅遊服務業

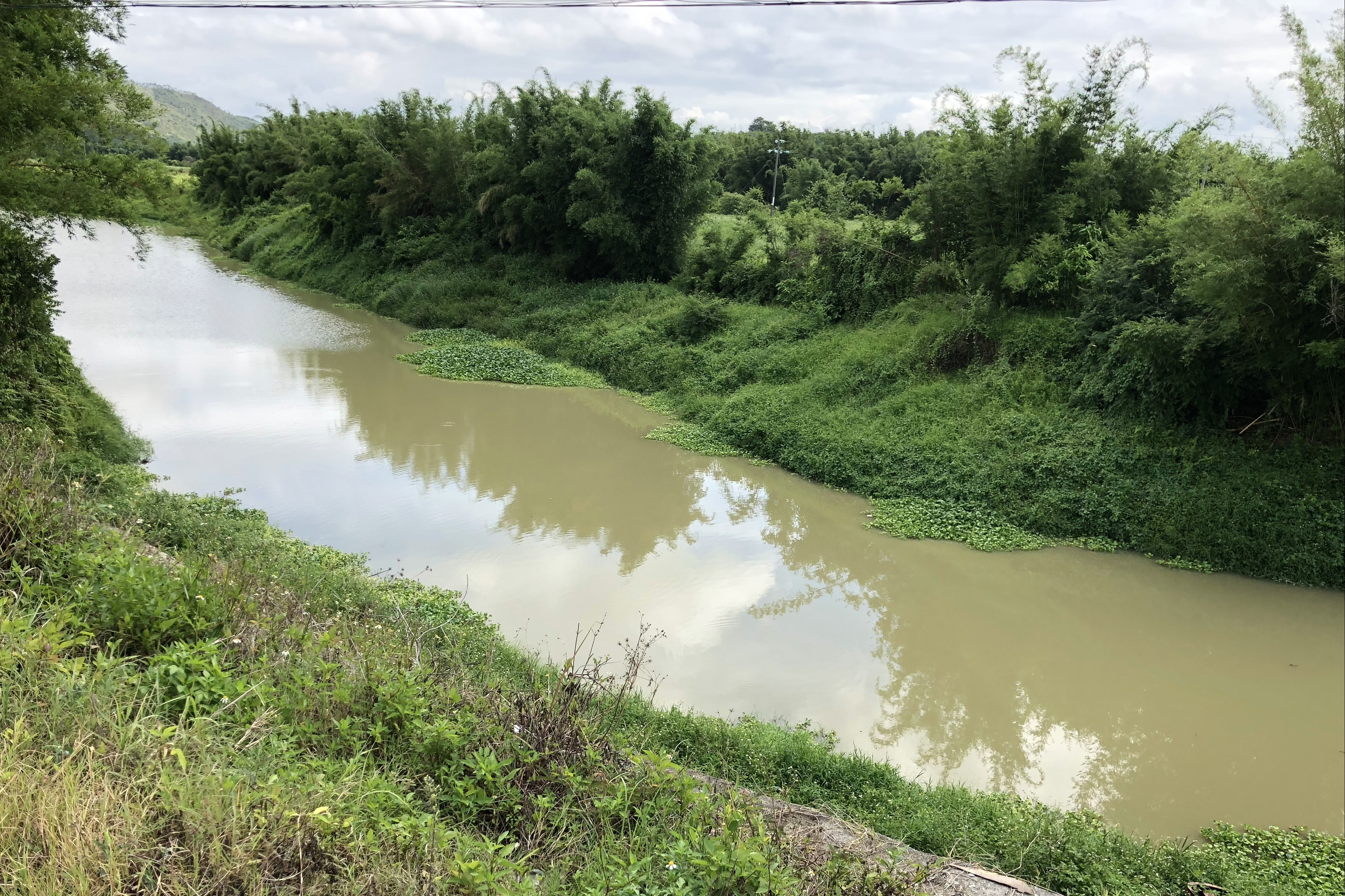
白花河

*高級賓館
- 高尚住宅小區
- 石湖公園
- 水上樂園

## 交通
白花鎮是粵東南地區的交通重鎮。平深公路貫穿全鎮，深汕高速公路和廣惠高速公路在鎮內交接，構築了便利會捷的交通網絡。從白花互通至廣州140公里、深圳80公里，交通帶來的區位優勢十分明顯。

## 基礎設施
白花鎮有優越的投資環境。鎮內有11萬伏輸變電站1座，規划建設11萬伏輸變電站2座，輸電線路700多公里，保障電力供應。鎮內自來水由縣城直接供應，水質優良、水量充足。通訊設施超前發展。白花鎮在不斷改善基礎設施的同時，積極營造良好的生產和生活軟環境。成立專門的外商投資服務隊伍，為在鎮內投資的客商提供優質服務，並以「外商辦事不出鎮」為目標，做好服務。

## 外部連結
- 惠東縣人民政府網站 （页面存档备份，存于）